# The Fat of the Land
The Fat of the Land é o terceiro álbum de estúdio da banda inglesa de música eletrônica The Prodigy. Foi lançado em julho de 1997 pela XL Recordings.
Enquanto "Mindfields" apareceu na trilha sonora do filme The Matrix, "Smack My Bitch Up" estava presente nas trilhas sonoras de Charlie's Angels e Closer (filme).
A música chamada "Narayan", contém o trecho "Om Namah Narayana" que foi composta e cantada juntamente com Crispian Mills, vocalista e líder da banda inglesa de rock psicodélico Kula Shaker, que também tem uma versão da música chamada "Song of love/Narayana" em seu álbum Strange Folk.
Em 2020, a Metal Hammer, revista focada em heavy metal, incluiu o lançamento em sua lista dos 10 melhores álbuns de 1997, chamando-o de "o ponto em que a cultura rave colidiu com a cultura metal". Eles também contemplaram o lançamento em sua lista dos 20 melhores álbuns de metal de 1997.

## Faixas
| N.º | Título                                          | Compositor(es)                                                                                  | Duração |  |
| 1.  | "Smack My Bitch Up"                             | Liam Howlett, M. Smith, C. Miller, K. Thornton, T. Randolph                                     | 5:42    |  |
| 2.  | "Breathe"                                       | Howlett, Keith Flint, Keith Palmer                                                              | 5:35    |  |
| 3.  | "Diesel Power" (com participação de Kool Keith) | Howlett, Thornton                                                                               | 4:17    |  |
| 4.  | "Funky Shit"                                    | Howlett, Michael Diamond, Adam Horovitz, Adam Yauch                                             | 5:16    |  |
| 5.  | "Serial Thrilla"                                | Howlett, Flint, Leonard Arran, Deborah Dyer                                                     | 5:11    |  |
| 6.  | "Mindfields"                                    | Howlett                                                                                         | 5:40    |  |
| 7.  | "Narayan" (com participação de Crispian Mills)  | Howlett, Crispian Mills                                                                         | 9:05    |  |
| 8.  | "Firestarter"                                   | Howlett, Flint, Kim Deal, Anne Dudley, Trevor Horn, Gary Langan, Jonathan Jeczalik, Paul Morley | 4:40    |  |
| 9.  | "Climbatize"                                    | Howlett, Timothy Taylor                                                                         | 6:38    |  |
| 10. | "Fuel My Fire" (com participação de Saffron)    | Donita Sparks, Peter Jones, Ross Knight, Bill Walsh                                             | 4:19    |  |

| Faixas Bônus - para versão japonesa |                 |         |  |
| N.º                                 | Título          | Duração |  |
| 11.                                 | "Molotov Bitch" | 4:56    |  |
| 12.                                 | "No Man Army"   | 4:10    |  |

## Integrantes
- Christian Ammann – fotografia
- Shahin Badar – vocal
- Jim Davies (Pitchshifter) – guitarra
- Keith Flint – vocal
- Jake Holloway – ilustrações
- Liam Howlett – produção, direção de arte e mixagem
- Alex Jenkins – direção de arte, design e fotografia
- Kool Keith – vocal
- Maxim – vocal
- Crispian Mills (Kula Shaker) – vocal
- Neil McLellan – engenharia de som
- Pat Pope – fotografia
- Saffron (Republica) – vocal
- Matt Cameron (Soundgarden) – bateria[3]
- Alex Scaglia – fotografia
- Lou Smith – fotografia
- Terry Whittaker – fotografia
- Konrad Wothe – fotografia